# Qazim Koculi
Qazim Koculi (ur. 14 kwietnia 1883 w Koculi jako Qazim Muhammed, zm. 2 stycznia 1943 we Wlorze) – osmański, następnie albański wojskowy. Premier Albanii w 1921 roku oraz minister robót publicznych kraju w 1924 roku.

## Życiorys
Studiował w osmańskiej akademii wojskowej Kara Harp Okulu, którą ukończył w stopniu podporucznika (teğmen). Służył w osmańskiej marynarce wojennej, gdzie został awansowany do stopnia porucznika (üsteğmen).
W 1911 walczył w bitwie morskiej pod Prewezą; odmówił wykonania rozkazu poddania się włoskiej flocie. Za niewykonanie tego rozkazu wydano za nim nakaz aresztowania; Koculi schronił się w Argentynie, gdzie przebywał do 1912 roku.
Podczas I wojny światowej pełnił funkcję sołtysa wsi Brataj do 1917 roku, następnie w latach 1918–1919 był zastępcą prefekta Tepeleny. W styczniu 1920 roku uczestniczył w kongresie w Lushnji jako delegat Wlory.
Dowodził wojskami albańskimi w bitwie o Wlorę; 3 września 1920 przejęły one miasto z rąk włoskich. Pełnił następnie funkcję prefekta Wlory od 29 maja 1920 do 1921 roku.
5 kwietnia 1921 roku został wybrany do Rady Narodowej Albanii, reprezentując Partię Ludową (Partia Popullore). 6 grudnia 1921 roku został mianowany premierem Albanii, jednaki zrzekł się tej funkcji już tego samego dnia; funkcję premiera Albanii właściwie pełnił przez 12 godzin, został uznany za najkrócej urzędującego premiera w historii tego kraju.
Od 16 czerwca do 24 grudnia 1924 był ministrem robót publicznych Albanii w rządzie Fana Nolego. Jako minister, we wrześniu 1924 powołał komisję do przygotowania ustawy o reformie rolnej, która ostatecznie nie doszła do skutku. Z powodu dojścia Ahmeda Zogu do władzy, Koculi opuścił Albanię. Na emigracji spędził kilkanaście lat w państwach Europy Zachodniej, gdzie kierował albańskimi antyzogistycznymi organizacjami, między innymi w roku 1925 w Wiedniu współzałożył Komitet Narodowo-Rewolucyjnego KONARE.
Podczas włoskiej okupacji Albanii wstąpił do Albańskiej Partii Faszystowskiej. Zlecono mu organizowanie nieregularnych sił w okolicach Wlory w celu rozbicia albańskich partyzantów. Mustafa Kruja, ówczesny szef rządu Albanii, prawdopodobnie potajemnie zlecał Koculiemu tworzenie ruchu oporu.
Okoliczności śmierci Koculiego nie są do końca jasne; możliwe, że został zabity przez Hasana Alię na rozkaz Włochów. Według innej wersji został zabity przez komunistycznych partyzantów na obrzeżach Wlory po jej zdobyciu; prawdopodobnie Koculi został zabity za zdradę stanu. Według władz komunistycznych wpływ na zabójstwo Koculiego mogły mieć również władze włoskie, które nie darzyły go zaufaniem, nawet po inwazji na Albanię w 1939 roku. Na rozkaz gubernatora Protektoratu Albanii Francesco Jacomoniego, wydano nakaz ukarania osób zaangażowanych w zabójstwo Koculiego; premier Albanii Mustafa Kruja podał swój rząd do dymisji dnia 13 stycznia 1943.
Został pochowany dwa dni później, 4 stycznia 1943 w swojej rodzinnej wiosce Koculi, jego grób znajduje się tu do dziś.

## Życie prywatne
Był synem Muhameta Koçiu i Qamo Hysni Koculi.
Qazim Koculi był w związku małżeńskim z Refije Aliu Koculi, z którą miał syna Kujtima i córkę Nurije.